# ال‌دیک
ال‌دیک (به هلندی: Eldijk) یک منطقهٔ مسکونی در هلند است که در کوفوردن واقع شده‌است.